# 別西德基
50°30′34″N 27°13′18″E / 50.50944°N 27.22167°E
別西德基（烏克蘭語：Бесідки）是烏克蘭西部的村莊，隸屬赫梅利尼茨基州的舍佩蒂夫卡區。該村面積2.55平方公里，海拔高度230米，2001年人口344，人口密度每平方公里134.9人。